# چراغ‌کوسه دروغین
چراغ‌کوسه دروغین (نام علمی: Etmopterus pseudosqualiolus) نام یک گونه از راسته خاردارکوسه‌سانان است.